# Sexualité féminine
Pour les articles homonymes, voir sexualité (homonymie).
 (janvier 2020).
- Si vous ne connaissez pas le sujet, laissez ce bandeau (vous pouvez alors contacter les auteurs).
- Si vous supprimez le contenu mis en cause (vous pouvez préalablement contacter les auteurs),

argumentez précisément cette suppression dans la page de discussion
(un manque de référence n'est pas un argument ; une recherche réelle de référence doit avoir été effectuée, être formellement documentée).
 (mai 2025).
Motif : Article à reprendre, peut-être en repartant de zéro ?

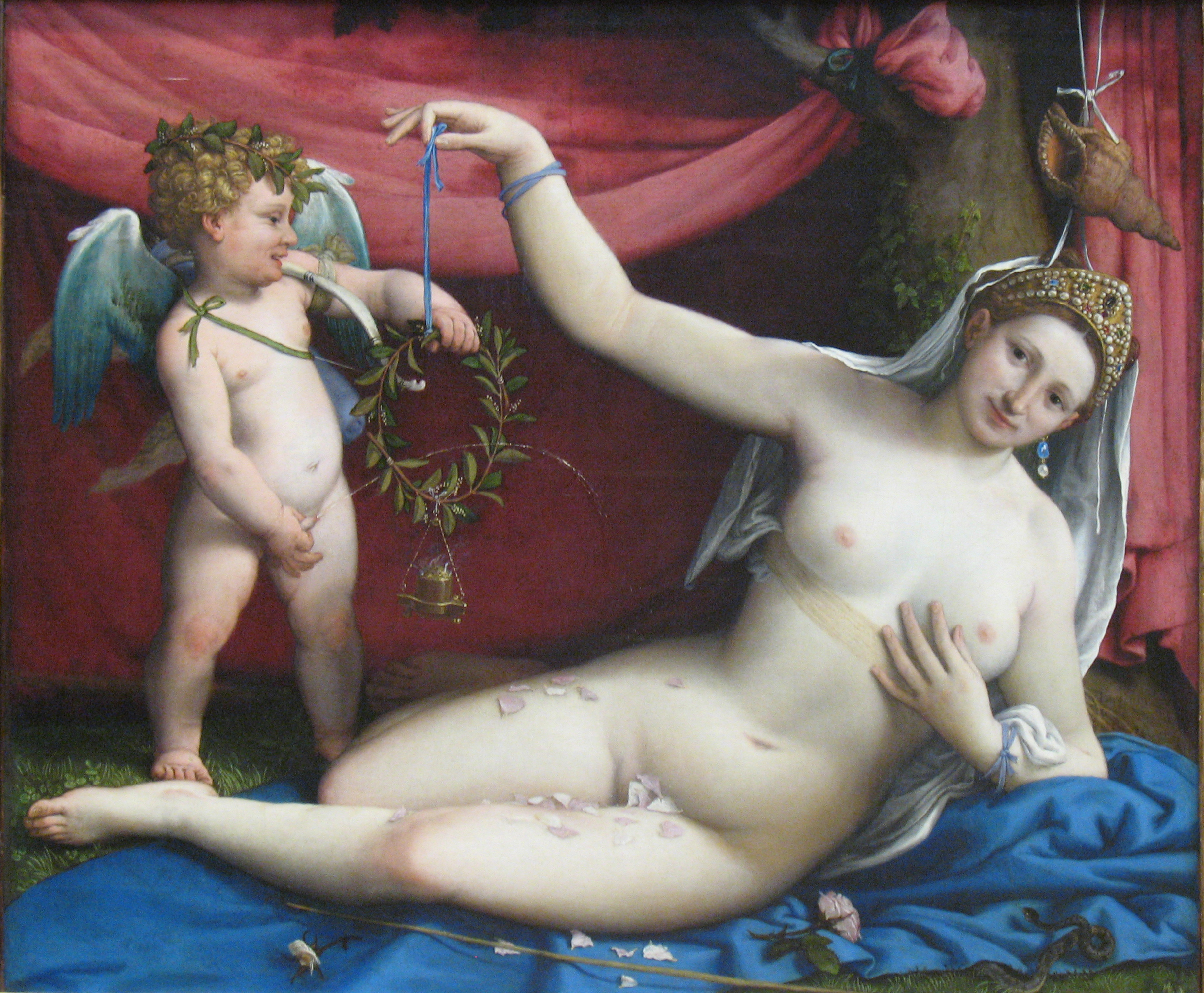
Lorenzo Lotto, Vénus et Cupidon, 1525.

Dans la sexualité humaine, l'étude de la sexualité féminine concerne plus spécifiquement la sexualité des femmes selon l'approche interdisciplinaire dont elle peut faire l'objet. Les domaines d'investigation sont multiples : la physiologie, la psychologie, la psychanalyse (différence des sexes), la sociologie (genre), la culture, la politique ou encore la religion. Ces approches, selon l'utilisation dominante des catégories de sexe et de genre, distinguent ce champ de la sexualité masculine.

## Point de vue sexologique
La révolution sexuelle dès les années 1950 a permis une relative modification des pratiques sexuelles ainsi que des normes concernant la sexualité féminine : cette dernière n'est plus uniquement centrée sur la reproduction, l'amour et la conjugalité.

### Désir

Appareil reproducteur interne de la femme.

### Plaisir

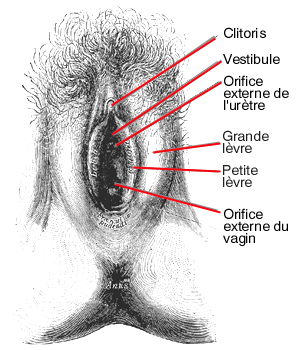
Vulve humaine.

Le clitoris est un organe sexuel érogène. Il n'a aucune autre fonction connue. Lorsqu'il est stimulé, il déclenche l'ouverture et la lubrification du vagin. Le clitoris est donc au centre de la sexualité féminine, comme le pénis peut l'être pour l’homme. En 1960, les études de William Masters et Virginia Johnson ont mis en valeur le rôle du clitoris dans l’orgasme féminin. Ainsi, près des deux tiers des femmes déclarent que c’est la stimulation du clitoris qui leur procure le plus de plaisir. Des enquêtes récentes montrent qu’environ 80 % des femmes ont un orgasme par auto-stimulation clitoridienne et près de 45 % par la stimulation du clitoris par leur partenaire. Il est bon de préciser que le clitoris ne se limite pas à une zone, le « capuchon », « petit bouton » déclencheur du plaisir féminin. En fait, il s'agit plus d'une zone diffuse, qui du clitoris en passant par les petites lèvres s'étend jusqu'à l'entrée du vagin.

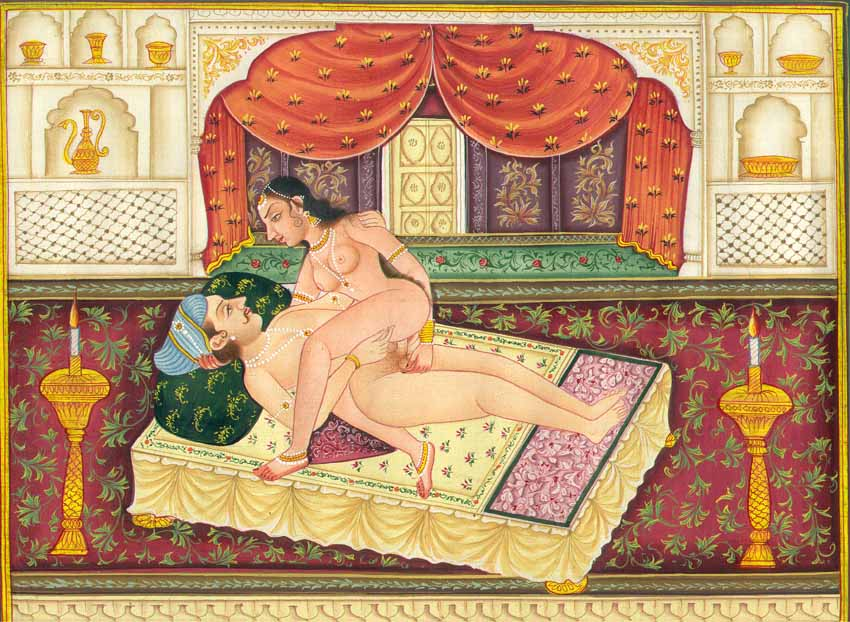
Illustration du Kamasutra.

Selon les résultats de la dernière grande enquête sur la sexualité des Français, la sodomie a deja été expérimentée par une majorité de femme (53%) mais reste une pratique sexuelle régulière minoritaire. On compte 12 % de pratiquantes « régulières » chez les femmes âgées de 25 à 49 ans. Cette pratique n'est pas pour autant ignorée des plus de 60 ans (puisque 26 % des femmes de la soixantaine l'ont déjà expérimentée), mais ne demeure là aussi une pratique régulière que pour 3,4 % des femmes. Même constatation dans les autres tranches d'âge, avec 28 % des femmes de 20-24 ans et 43 % de celles de 25-49 ans qui ont expérimenté la sodomie (alors qu’il n’y a que 12 % de pratiquantes régulières). Remarquons aussi l’influence des diplômes puisque l’on observe légèrement moins de pratiquantes anales régulières chez les femmes ayant un CAP, brevet ou BEP (9,7 %) que parmi celles ayant un diplôme supérieur (15 %). On remarque enfin que la pénétration anale n'est finalement la pratique préférée que de 1 % des femmes et que 2 à 6 % des femmes ne l'acceptent que pour faire plaisir à leur partenaire.
Les autres zones du plaisir féminin varient selon les personnes, parmi ces zones on retrouve : les oreilles, la bouche, le cou, les seins, le ventre, les fesses, l’intérieur des cuisses… Ces parties du corps qui ne sont pas dédiées physiologiquement au plaisir peuvent être stimulées par des caresses, des baisers ou la langue. Le plaisir procuré est essentiellement d’ordre psychologique et permet le développement de l’excitation féminine.
Certaines femmes seraient atteintes d'une maladie rare connue sous le nom de « syndrome d'excitation génitale persistante » (SEGP) ou PSAS pour « Persistent Sexual Arousal Syndrome ». Ce syndrome fait que ces femmes éprouvent régulièrement des excitations d'origine génitale de façon inopinée et nécessitant parfois plusieurs orgasmes pour s'amender. Une des causes évoquées est la prise ou l'arrêt de certains anti-dépresseurs ou un dérèglement du système nerveux. Les inhibiteurs de la recapture de sérotonine sont parfois évoqués comme de possibles facteurs d'hypersensibilité du clitoris et du vagin. Par exemple la trazodone, un antidépresseur connu pour provoquer certains effets indésirables de priapisme chez les hommes. Dans de rares cas, une malformation artério-veineuse peut également être à l'origine d'un afflux sanguin anormal et discontinu vers les parties génitales,.

## Féminité en psychanalyse

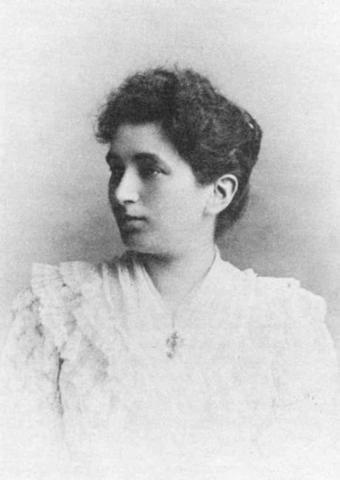
Emma Eckstein, une patiente de Freud devenue psychanalyste.

Dans la préface à l'ouvrage qu'elle dirige sur Les femmes dans l'histoire de la psychanalyse  (1999), Sophie de Mijolla-Mellor s'interroge à titre d'exemples sur quelques femmes et patientes qui ont particulièrement compté dans l'histoire de la psychanalyse comme Emma Eckstein, Dora ou Elfriede Hirschfeld ; celles-ci, dit-elle, ont permis à Freud d’inventer la psychanalyse, mais n’ont-elles pas aussi imprimé, ne serait-ce que partiellement, « une marque féminine à l’écoute, à la technique et à la théorie qui en est issue? ».

### Freud
Freud n'a abordé que très tard, dans ses élaborations théoriques, la sexualité féminine. En 1923 il pose sa théorie du primat du phallus « Pour les deux sexes, un seul organe génital, le masculin, joue un rôle. Il n’existe donc pas un primat génital, mais un primat du phallus » tout en reconnaissant sa méconnaissance du sujet « Malheureusement nous ne pouvons décrire cet état de fait que pour l’enfant masculin, l’intelligence des processus correspondants chez la petite fille nous manque ».

#### Continent noir de la féminité
Selon Monique Schneider, Freud anticipe sur une formulation féministe en refusant de donner une définition de la féminité : « il appartient à la nature même de la psychanalyse de ne pas vouloir décrire ce qu'est la femme […] mais d'examiner comment elle le devient » (Freud, « La féminité », 1933). Ce devenir femme est envisagé à partir d'une bisexualité originaire. Dans les textes sur la féminité des années 1930, estime Julia Kristeva, une conceptualisation rigoureuse côtoie « les marques d'une perplexité jamais abandonnée ». En 1926, dans La question de l'analyse profane, Freud a écrit en effet : « Nous connaissons moins bien la vie sexuelle de la petite fille que celle du petit garçon. N'en ayons pas trop honte, la vie sexuelle de la femme adulte est encore un continent noir pour la psychologie ».

### Autres approches

#### Points de vue contemporains
Jacques André, dans son « Que sais-je ? », fait remarquer que la théorie de Freud au sujet de la sexualité féminine est étrangement similaire aux théories sexuelles infantiles inventée par les enfants pour rendre compte de la différence des sexes (voir sexualité infantile). En effet, le texte freudien suit à la lettre ces inventions infantiles, ce qui fait dire à Jacques André:

« la théorie freudienne est moins une théorie de la sexualité féminine qu'elle n'est elle-même une théorie sexuelle. »

### Sexualité féminine dans l'histoire de la psychanalyse
La question de la sexualité féminine a divisé la psychanalyse à partir de 1920 à mesure que les femmes jouaient un rôle dans le mouvement psychanalytique. En 1905, Freud, dans Trois Essais sur la théorie sexuelle propose « la thèse d'un monisme sexuel et d'une essence "mâle" de la libido humaine » c'est le « phallicisme » de Freud, l'idée selon laquelle la fille veut originellement être un garçon. Mais ce monisme n'empêche pas que pour Freud, l'individu est, au sens inconscient, bisexuel, et que le sujet ne saurait être spécifiquement masculin ou féminin puisque « dans l'inconscient […] la différence des sexes n'existe pas ».
Si la thèse moniste est soutenue par des femmes psychanalystes, elle fut remise en cause, par d'autres, à partir de 1920, notamment par Melanie Klein soutenue par Ernest Jones mettant en avant une thèse dualiste et un rapport spécifique des filles à leur mère. Freud finit par tenir compte de ces remarques à partir de 1930. Dès lors, si l'on peut dire que « peu soucieux de féminisme, Freud se montra parfois misogyne et souvent conservateur. » il faut également admettre que pour Freud « il s'agissait […] de montrer que le domaine du féminin devait être pensé en tant que partie intégrante de l'universel humain et donc sous la catégorie d'un universalisme, seul capable de donner un fondement vrai à l'égalitarisme ».

### Féminismes et psychanalyse
La plus grande partie des mouvements féministes rejette les théories de Freud sur la sexualité féminine qui ne conçoit les femmes que comme « des êtres inférieurs qui ne peuvent parvenir à la véritable féminité qu’en tant qu’épouses et que mères » selon le résumé qu'en fait Juliet Mitchell, et qui de plus justifie le « statu quo patriarcal ».

#### Féminisme matérialiste
Le féminisme matérialiste considère tout savoir comme situé, c'est-à-dire inséré dans une société aux enjeux politiques entre autres patriarcaux. La partialité des conclusions des savoirs, et surtout dans les sciences humaines, fait l'objet d'une critique matérialiste depuis plus de 30 ans. Sur le thème particulier de la psychanalyse, il faut se référer aux écrits de Monique Plaza dans ses articles.

#### Féminisme différentialiste
Pour les tentatives psychanalytiques de réconciliation de la misogynie psychanalytique et du féminisme différentialiste, l'on peut citer : Sabine Prokhoris, Michel Tort. Il y a aussi Janine Chasseguet-Smirgel, Luce Irigaray, Julia Kristeva et Joyce McDougall. Freud est critiqué, comme par la psychanalyste Michèle Montrelay, pour qui sa théorie est le « machisme » d'un « phallocrate borné ». D'après, par exemple, Luce Irigaray, le discours psychanalytique est phallocentré. Cependant, selon Plon et Roudinesco « il est vain de traiter Freud de phallocrate ».

#### Ouvrages généraux
- Delphine Gardey (dir.) et Marilène Vuille (dir.), Les Sciences du désir. La sexualité féminine, de la psychanalyse aux neurosciences, Le Bord de l’eau, 2018 (ISBN 9782356875648, présentation en ligne)